# O Espião Inglês (filme)
The Courier (bra/prt: O Espião Inglês) é um filme de espionagem histórico dirigido por Dominic Cooke. O filme é estrelado por Benedict Cumberbatch, como Greville Wynne, um empresário britânico que foi recrutado pelo Serviço de Inteligência Secreta para entregar mensagens ao agente secreto Oleg Penkovsky (interpretado por Merab Ninidze) na década de 1960. Rachel Brosnahan, Jessie Buckley e Angus Wright também estrelam.
O Espião Inglês teve sua estreia mundial com o título original Ironbark no Festival de Cinema de Sundance em 24 de janeiro de 2020 e foi lançado nos Estados Unidos em 19 de março de 2021 e no Reino Unido em 13 de agosto de 2021. O filme recebeu críticas geralmente favoráveis da crítica.

## Enredo
O Espião Inglês conta a "verdadeira história do empresário britânico que ajudou o MI6 a penetrar no programa nuclear soviético durante a Guerra Fria. Wynne e sua fonte soviética, Oleg Penkovsky (codinome Ironbark), forneceram informações cruciais que encerraram a crise dos mísseis cubanos."
Wynne é abordado por um espião do MI6 e um espião da CIA e convidado a se passar por parceiro comercial de Oleg Penkovsky para obter informações sobre os mísseis soviéticos transportados para Cuba. No final, ambos Wynne e Penkovsky são pegos e Penkovsky admite ter traído seu país, enquanto insiste que Wynne, como um mensageiro, não sabe nada sobre as informações transmitidas, o que apoia a alegação de Wynne de não haver irregularidades. Wynne garante que Penkovsky saiba que seu sacrifício vale a pena. Penkovsky é executado e enterrado em uma sepultura sem identificação. Wynne acaba sendo libertado em uma troca de prisioneiros por um espião russo Konon Molody.

## Elenco
- Benedict Cumberbatch, como Greville Wynne
- Merab Ninidze, como Coronel Oleg Penkovsky
- Rachel Brosnahan, como Emily Donovan, oficial da CIA
- Jessie Buckley, como Sheila Wynne, esposa de Greville
- Angus Wright, como Dickie Franks, oficial do MI6
- Kirill Pirogov, como Gribanov, oficial da KGB
- Keir Hills, como Andrew Wynne, filho de Greville
- Maria Mironova, como Vera, esposa de Penkovsky
- Emma Penzina, como Nina, filha de Penkovsky
- Željko Ivanek, como John A. McCone
- Vladimir Chuprikov, como Nikita Khrushchev, Primeiro Secretário do Partido Comunista da União Soviética
- Anton Lesser, como Bertrand
- Alice Orr-Ewing, como Tamara

## Produção
Em 1º de maio de 2018, foi anunciado que a FilmNation Entertainment estava produzindo Ironbark, um filme sobre o espião britânico Greville Wynne a partir de um roteiro de Tom O'Connor. Dominic Cooke foi escalado para dirigir o filme e produzir ao lado de O'Connor, Ben Pugh, Rory Aitken, Adam Ackland, Josh Varney e Leah Clarke. As produtoras envolvidas no filme incluem a SunnyMarch.
Junto com o anúncio inicial da produção, foi confirmado que Benedict Cumberbatch havia sido escalado como Greville Wynne. Em outubro de 2018, foi anunciado que Rachel Brosnahan, Jessie Buckley, Merab Ninidze, Angus Wright e Kirill Pirogov se juntaram ao elenco do filme.
A fotografia principal do filme se iniciou em Londres em 15 de outubro de 2018 e durou até 7 de dezembro de 2018.

## Música
Abel Korzeniowski compôs a trilha sonora e a Lakeshore Records a lançou em 19 de março de 2021.

Lista de faixas e créditos adaptados de Soundtrack.Net.
| O Espião Inglês (Trilha Sonora de Filme Original) |                                |         |  |
| N.º                                               | Título                         | Duração |  |
| 1.                                                | "Spies and Typewriters"        | 2:23    |  |
| 2.                                                | "Iron Curtain"                 | 2:22    |  |
| 3.                                                | "First Contact"                | 2:01    |  |
| 4.                                                | "Greville"                     | 1:34    |  |
| 5.                                                | "Secret Meeting"               | 2:15    |  |
| 6.                                                | "Prelude"                      | 1:30    |  |
| 7.                                                | "It Has to Be You"             | 3:06    |  |
| 8.                                                | "Eyes of the State"            | 2:07    |  |
| 9.                                                | "Cigarettes"                   | 2:08    |  |
| 10.                                               | "Cuban Missiles"               | 1:05    |  |
| 11.                                               | "Our Last Trip to Moscow"      | 4:02    |  |
| 12.                                               | "I Have a Light Day"           | 1:18    |  |
| 13.                                               | "Trenchcoats vs. KGB"          | 3:04    |  |
| 14.                                               | "Arrested"                     | 2:25    |  |
| 15.                                               | "Cold Soup"                    | 2:11    |  |
| 16.                                               | "Breakdown"                    | 1:32    |  |
| 17.                                               | "When You Come Home"           | 1:04    |  |
| 18.                                               | "Maybe We Are Only Two People" | 4:40    |  |
| Duração total:                                    | Duração total:                 | 40:47   |  |

## Lançamento
O filme teve sua estreia mundial no Festival de Cinema de Sundance em 24 de janeiro de 2020, sob o título Ironbark. Pouco depois, Roadside Attractions e LionsGate adquiriram os direitos de distribuição do filme nos Estados Unidos. Com o novo nome de The Courier, o filme teve um lançamento original nos cinemas, em 28 de agosto de 2020, nos Estados Unidos. No entanto, devido à pandemia COVID-19, foi adiado para 16 de outubro de 2020. Foi programado para ser lançado no Reino Unido em 30 de outubro de 2020. Ele foi adiado novamente para 19 de março de 2021, e foi finalmente lançado em 13 de agosto de 2021.

## Recepção

### Bilheteria
Desde 17 de junho de  2021, O Espião Inglês arrecadou US$ 6,6 milhões nos Estados Unidos e Canadá, e US$ 9,4 milhões em outros territórios, para um total mundial de US$ 16,1 milhões.
Em seu fim de semana de estreia, o filme arrecadou US$ 1,9 milhão em 1.433 cinemas, terminando em terceiro nas bilheterias. O filme arrecadou US$ 1 milhão em seu segundo fim de semana.

### Resposta da Crítica
No agregador de críticas Rotten Tomatoes, o filme tem 87% de aprovação com base em 161 resenhas, com uma avaliação média de 6,9/10. O consenso dos críticos do site diz: "The Courier oferece uma aventura de espionagem da velha escola extremamente eficaz, elevada por uma história baseada em fatos emocionantes e pela atuação central nervosa de Benedict Cumberbatch." De acordo com o Metacritic, que calculou uma pontuação média ponderada de 64 em 100 com base em 33 críticos, o filme recebeu "críticas geralmente favoráveis". De acordo com a PostTrak, 82% dos membros da audiência deram ao filme uma pontuação positiva, com 62% dizendo que definitivamente o recomendariam.
Ann Hornaday, do The Washington Post, deu ao filme 3 de 4 estrelas, dizendo: "The Courier é uma representação inteligente e elegante do tipo de suspense de espionagem antiquado que está, cada vez mais, sendo transformado em uma série de serviços de streaming. Sua modéstia e ambições, cuidadosamente administradas, definem seu ponto forte, em um momento em que esses filmes são mais escassos a cada dia." Escrevendo para Variety, Peter Debruge chamou o filme de "sólida, para uma história de espionagem maçante por definição" e disse: "O gancho [d'O Espião Inglês] é que ele é baseado em fatos reais, ea história subjacente merece ser compartilhada."

### Prêmios e indicações
Merab Ninidze foi indicado para Melhor Ator Coadjuvante no British Independent Film Awards de 2020.
 